# Крутий Берег (Нікопольський район)
Крути́й Бе́рег — село в Україні, у Нікопольському районі Дніпропетровської області. Входить до складу Першотравневської сільської громади.
Колишній орган місцевого самоврядування — Шевченківська сільська рада. Населення — 99 мешканців.

## Географія
Село Крутий Берег знаходиться на правому березі річки Базавлук, вище за течією на відстані 1 км розташоване село Шевченкове, нижче за течією на відстані 1 км розташоване село Іванівка.

## Історія
12 червня 2020 року, відповідно до розпорядження Кабінету Міністрів України № 709-р від «Про визначення адміністративних центрів та затвердження територій територіальних громад Дніпропетровської області», увійшло до складу Першотравневської сільської громади.
19 липня 2020 року, в результаті адміністративно-територіальної реформи і ліквідації Нікопольського району (1923—2020), село увійшло до складу новоутвореного Нікопольського району.